# 夏の雫
『夏の雫』（なつのしずく）は、1982年7月1日にCBS・ソニー（現：ソニー・ミュージックレーベルズ）から発売された三田寛子の2枚目のシングル。

## 解説
- 作詞・作曲は、前作「駈けてきた処女」と同じく、阿木燿子と井上陽水の2人が手掛けている。
- 本楽曲は、三田が起用されていたソニー「STEREO 050」（ステレオ・ゼロハン）のCMソングとして使用された。

## 収録曲
- 両楽曲共に、作詞：阿木燿子／作曲：井上陽水

1. 夏の雫（3分33秒）
編曲：坂本龍一
2. ふたりぽっち物語（3分22秒）
編曲：後藤次利